# Flor de piña
Flor de piña (litt. « fleur d'ananas ») est une danse folklorique mexicaine féminine de l'État de Oaxaca, créée en 1958 par la chorégraphe Paulina Solís Ocampo (es). Depuis, elle est dansée chaque année lors de la Guelaguetza (es), la fête des traditions de Oaxaca dont elle est une des principales attractions.

## Origine
La chorégraphie de Flor de piña est créée en 1958 par Paulina Solís Ocampo (es), professeur d'éducation artistique à San Juan Bautista Tuxtepec, municipalité du nord de l'État de Oaxaca, à la demande du gouverneur Alfonso Pérez Gasga qui souhaite la création d'une danse pour mettre en valeur les racines indigènes (chinantèque (es) et mazatèque) de la Cuenca del Papaloapan (es) et proposer une alternative aux danses jarochas de Veracruz. 
La danse prend le nom de sa mélodie, réputée être une œuvre du compositeur Samuel Mondragón. Elle est présentée pour la première fois le 21 juillet 1958 au spectacle Lunes del Cerro de la Guelaguetza (es), à Oaxaca de Juárez. Pour l'occasion, Socorro Rangel y del Castillo, elle-même professeur de danse et de piano, lui ajoute une entrée rythmée sur la valse La Tonalteca d'Alberto Peña Ríos (compositeur de Tonalá, au Chiapas).

## Description
Les danseuses portent la coiffure traditionnelle constituée de deux tresses, ornées de rubans colorés, et de magnifiques huipiles multicolores brodés à la main. Cette tenue a été pensée pour mettre en valeur l'artisanat indigène. Les huipiles représentent les localités de San Felipe Jalapa de Díaz, San Felipe Usila, San Juan Bautista Tuxtepec, San Juan Bautista Valle Nacional, San Lucas Ojitlán, San Miguel Soyaltepec et San Pedro Ixcatlán.
La caractéristique la plus célèbre de Flor de piña est l'ananas porté sur l'épaule droite par les danseuses pendant toute la chorégraphie. Sa signification n'est pas claire, il pourrait s'agir d'un symbole de gratitude des paysans pour de bonnes récoltes, ou bien d'un élément purement ornemental. Quoi qu'il en soit, il est de coutume d'offrir des ananas aux spectateurs.